# Iskolat

Bandera del Iskolat.

Iskolat (en ruso: Исколат) es la abreviatura del Comité Ejecutivo del Sóviet de Obreros, Soldados y Campesinos sin tierra de Letonia -Исполнительный комитет Совета рабочих, солдатских и безземельных депутатов Латвии-), que fue establecido en Riga 29 de juliojul./ 11 de agosto de 1917greg., por iniciativa del Comité Central del Partido Socialdemócrata Obrero Letón, entonces controlado por los bolcheviques. De los 27 miembros elegidos en el Iskolat, 24 eran bolcheviques y 3 eran mencheviques. Fue escogido  como presidente Oto Karklin, uno de los socialdemócratas más educados y competentes de Riga. Después de la captura de Riga por las tropas alemanas, el 21 de agosto de 1917, el Iskolat se vio obligada a evacuar a Cēsis, luego a  Valmiera y a finales de septiembre, a Valka. Mientras estaba en Valka, el Iskolat tomó parte activa en la preparación y coordinación de la Revolución de octubre en los territorios de la futura Letonia, que no fue ocupada por los militares alemanes.
Como en las de los Fusileros Letones los bolcheviques eran mayoría, el Iskolat asumió el poder. Después de la victoria revolucionaria en Petrogrado, el Iskolat tomó el poder en todo el territorio subordinado a Valka y sustituyó todos los órganos de administración provisional. Como autoridades locales, se formaron consejos revolucionarios, que subordinados a Iskolat, que se convirtió en la autoridad soviética en la parte del territorio de Letonia libre de la presencia de unidades militares alemanas.
El 4 de diciembrejul./ 17 de diciembre de 1917greg., el Congreso de los Sóviets de Letonia convocado en Valmiera y escogieron un nuevo presidente del Iskolat, Fricis Roziņš, mientras que Karklin fue nombrado jefe del departamento administrativo y del departamento de autogobierno. El 24 de diciembre de 1917jul./ 6 de enero de 1918greg. Proclamó la autodeterminación de Letonia dentro de la Rusia soviética, declarando la Iskolata republiku (ruso: Республика Исколата). Adoptó una declaración sobre la autodeterminación de Letonia como parte de la Rusia soviética y respondió a los aliados que “el proletariado letón, que ahora es el único señor y gobernante en toda la parte de Letonia desocupada del ejército alemán y que era el gobernante completo de Riga antes de la invasión alemana, nunca y en ninguna parte expresó una voluntad o un deseo de separarse”, expresando su decisión de mantenerse unido a la revolución soviética.
Tras el empantanamiento de las negociaciones de paz en Brest-Litovsk, los alemanes lanzaron una ofensiva desde el 17 de febrero, denominada Operación Faustschlag, como parte de la cual avanzaron desde Riga y tomaron Vidzeme (18 de febrero), Cēsis (día 20), Valmiera (día 21) y Valka (día 22), el Iskolat se trasladó a Moscú. El 3 de marzo los soviéticos se vieron obligados a firmar el tratado de Brest-Litovsk y el Iskolat se disolvió oficialmente el 4 de abril de 1918.